# 今夜はトーク・ハード
『今夜はトーク・ハード』（原題：Pump Up the Volume）は、1990年制作のアメリカ合衆国の映画。
過激な内容の海賊放送のDJを務めることで、管理的な高校の体制に反抗する少年の姿を描く青春ドラマ映画。クリスチャン・スレーター主演。

## あらすじ
アリゾナのとある町にある厳格なエリート校・ハンフリー高校は成績の良し悪しだけで人間性まで判断され、生徒たちは不満を募らせていた。ある日、ハンフリー高校にマーク・ハンターという男子生徒が転校してきた。彼の父親が高校の新しい理事に就任したためである。だが、マークはコミュニケーションが下手で無口な少年だった。
それから数日後の夜10時、突然町に謎のDJ“ハード・ハリー”による海賊放送が流れる。その放送はそれから毎日夜10時に流れるようになり、下ネタや体制批判を含んだ過激な内容にハンフリー高校の生徒たちはたちまち魅了される一方、高校は神経を逆撫でされ、その正体を暴こうと躍起になる。“ハード・ハリー”の熱烈なファンとなり、恋愛感情まで抱いた少女ノラもまた、その正体を突き止めようとしていた。実は“ハード・ハリー”は、マークの反動的な姿だった。

## キャスト
- マーク・ハンター：クリスチャン・スレーター
- ノラ：サマンサ・マシス
- ロレッタ・クレスウッド校長：アニー・ロス
- ジャン・エマーソン：エレン・グリーン
- ブライアン・ハンター：スコット・ポーリン
- マーラ・ハンター：ミミ・ケネディ
- ペイジ・ウッドワード：シェリル・ポラック
- ハイメ：アーメット・ザッパ
- ジョーイ：セス・グリーン
- マズ：ビリー・モリセット